# Spitalfields
Spitalfields – dzielnica Londynu położona na wschodnim obrzeżu centrum, na terenie gminy Tower Hamlets, stanowiąca część East Endu. Jest jednym z największych skupisk ludności pochodzenia bangladeskiego w Wielkiej Brytanii; w przeszłości znaczący ośrodek zamieszkania Żydów oraz innych grup imigrantów.
Dzielnica znajduje się na wschód od Bishopsgate (City of London), na południe od Shoreditch, a na północ od Whitechapel.

## Historia
W średniowieczu obszar ten znajdował się tuż poza londyńskim murem obronnym; zajęty był przez pola. W 1197 roku założony został tu klasztor katolicki, w obrębie którego prowadzony był szpital (ang. dawn. spital). Funkcjonował on do 1538 roku, kiedy to został rozwiązany na polecenie Henryka VIII.
Obszar Spitalfields został zabudowany w XVII wieku. Było to jedno z najwcześniej powstałych przedmieść rozrastającego się Londynu. Szczególnie szybki rozwój miał miejsce w latach 1650–1680. Istotnym bodźcem był wielki pożar, który strawił większą część Londynu w 1666 roku. W 1682 roku otwarty został tu, za przyzwoleniem króla Karola II, targ warzywny Spitalfields Market. W latach 1714–1729 wzniesiony został kościół Chrystusa.
Od najwcześniejszych lat Spitalfields było znaczącym ośrodkiem osadnictwa imigrantów. Po wydaniu we Francji w 1685 roku edyktu z Fontainebleau schronienia szukali tu hugenoci, uciekający przed prześladowaniami religijnymi w ich ojczystym kraju. Już wcześniej funkcjonowała tu społeczność francuska. Za jej sprawą rozwinęło się tu włókiennictwo. W XVIII wieku Spitalfields słynęło z produkcji jedwabnych tkanin.
Na początku XIX wieku Spitalfields było dzielnicą biedy, zamieszkaną przez ponad 15 000 osób. W połowie XIX wieku powstałe tu slumsy wyburzono, a założona przez George′a Peabody′ego fundacja Peabody Trust wkrótce podjęła się budowy domów dla ubogich, mających zapewnić im przyzwoite warunki mieszkaniowe. W tym samym czasie odnotowano napływ imigrantów z Irlandii, którzy opuścili kraj w związku z klęską głodu. Po 1880 roku powstała tu duża społeczność żydowska, stworzona przed uchodźców z Imperium Rosyjskiego, w związku z przeprowadzanymi tam pogromami. Spitalfields było jednym z największych skupisk ludności żydowskiej w ówczesnej Europie i zyskało miano „małej Jerozolimy” (Little Jerusalem). W połowie XX wieku wielu mieszkających tu Żydów przeniosło się do innych dzielnic północnego i wschodniego Londynu. Wkrótce, począwszy od lat 60. osiadło tu wielu Banglijczyków, zwłaszcza wzdłuż ulicy Brick Lane, za sprawą czego obszar wokół niej zyskał przydomek Banglatown.
Targ Spitalfields Market, rozbudowany na przełomie XIX i XX wieku, był ważnym ośrodkiem hurtowej sprzedaży warzyw, owoców i kwiatów. W 1991 roku został przeniesiony do Leyton; zachował jednak dotychczasową nazwę (New Spitalfields Market). W dawnej hali targowej mieści się obecnie centrum handlowe oraz mniejszy targ wielobranżowy (Old Spitalfields Market). Regularne targi uliczne odbywają się na Wentworth Street i Middlesex Street (Peticoat Lane Market) oraz Brick Lane.

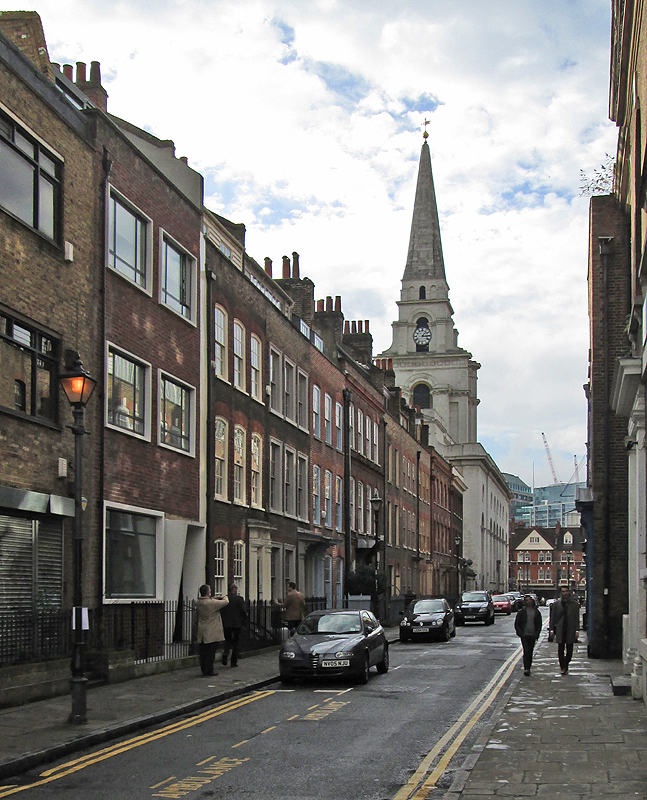
XVIII-wieczne domy mieszkalne wzdłuż Fournier Street; w tle kościół Chrystusa(inne języki)
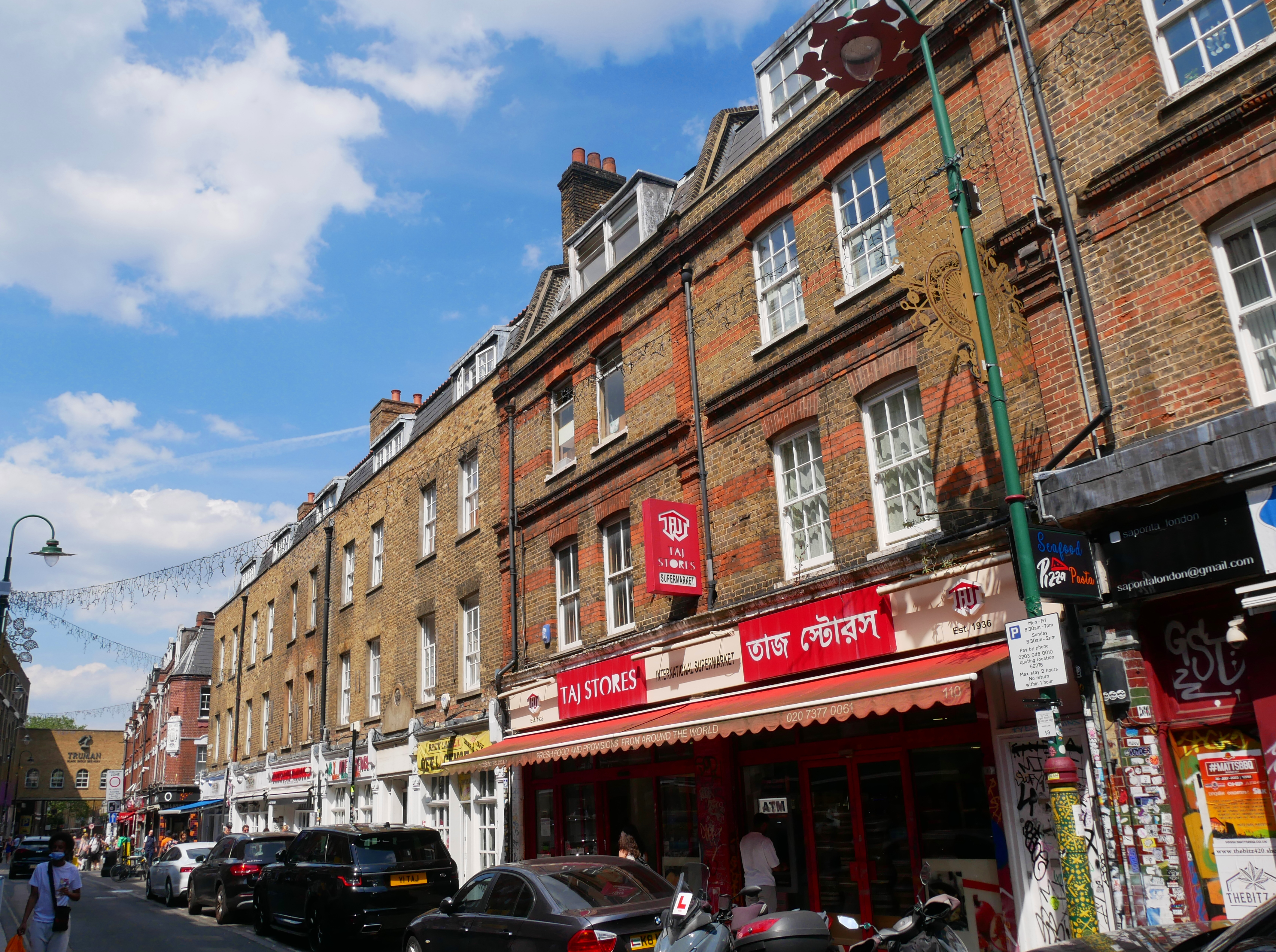
Widok wzdłuż Brick Lane(inne języki)
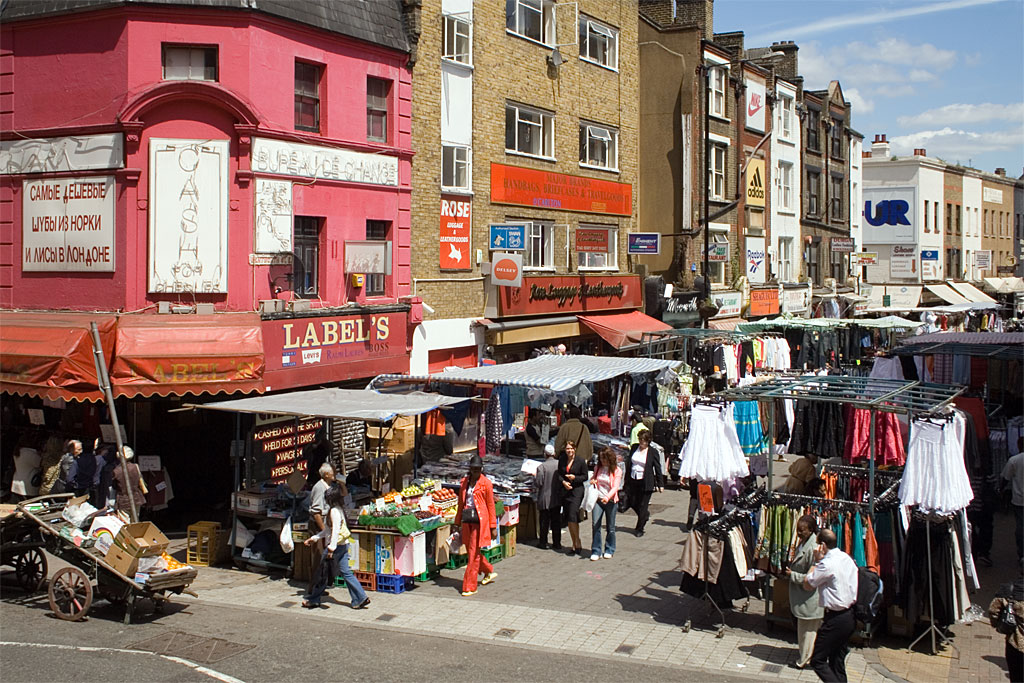
Targ uliczny Peticoat Lane Market(inne języki)